# 第2劇場
第2劇場（だい2げきじょう）は1977年創設の劇団。大阪を中心に活動を続けている。

## 変遷
1977年11月、大阪大学の学生を中心に、別役実作品『あーぶくたった、にいたった』にて旗揚げ。劇団名の由来は当時、大阪大学にあったテント劇団の「幻視行」に続く2番目の劇団である、という説が有力である。1982年3月、大阪・梅田のオレンジルームで開催された第一回オレンジ演劇祭に参加。同年12月に島之内小劇場で上演した四夜原茂作品『碧星序説』は翌1983年の第一回キャビン戯曲賞に準入選を果たす。

## 所属している俳優
- 阿部茂
- 横山秀信
- 青山誠司
- 正木よしかつ
- 伊藤晃
- 伊藤法子

## かつて所属していた俳優
- 粟根まこと[2]（現在は劇団☆新感線に所属）
- 大石将弘[3]（現在はナイロン100℃、ままごとに所属）
- 川島むー[4]（現在はお茶祭り企画主宰）

## 公演記録
- 1977年11月『あーぶくたった、にいたった』（作：別役実、演出：富田真人）
- 1978年4月『熱海殺人事件』（作：つかこうへい）
- 1978年11月『にしむくさむらい』（作：別役　実、演出：松永綾子）
- 1979年5月『ぼくらは生まれ変わった木の葉のように』（作：清水邦夫、演出：阿部茂）
- 1980年9月『どれい狩り』（作：安部公房、演出：阿部茂）
- 1981年12月『糞氏物語』（作：金芝河、演出：大輪一博）
- 1982年7月『赤玉千夜一夜物語』（作：四夜原茂、演出：夜鷹）[5]
- 1982年12月『碧星序説』（作：四夜原茂、演出：四夜原茂）[6]
- 1983年3月『碧星序説』（作：四夜原茂、演出：四夜原茂）[7]
- 1983年4月『愛の遠近法』（作：童二夜徹也、演出：童二夜徹也）[6]
- 1984年11月『イエローケーキ』（作：四夜原茂、演出：霜降）[6]
- 1985年3月『赤玉千夜一夜物語』（作：四夜原茂、演出：四夜原茂）[6]
- 1986年5月『Spa Eggs』（作：四夜原茂、演出：霜降）[6]
- 1987年4月『Monkey Paradise』（作：四夜原茂、演出：四夜原茂）[6]
- 1988年11月『ハッスルヒロリン危機一髪』（作：四夜原茂、演出：四夜原茂）[6]
- 1989年11月『HOT SPOT』（作：四夜原茂、演出：四夜原茂）[6]
- 1990年3月『DECADENCE2』（作：四夜原茂、演出：四夜原茂）[6]
- 1991年1月『伝導犬ヨタ』（作：四夜原茂、演出：四夜原茂）[6]
- 1992年3月『小早内俊頼37才のひそかな楽しみＡ』（作：四夜原茂、演出：四夜原茂）[6]
- 1993年2月『小早内俊頼37才のひそかな苦しみＣ』（作：四夜原茂、演出：四夜原茂）[6]
- 1994年6月『フーテンの灯』（作：四夜原茂、演出：阿部茂）[6]
- 1995年7月『フーテンチョップ』（作：四夜原茂、演出：阿部茂）[6]
- 1996年7月『流された -OVERFLOW-』（作：四夜原茂、演出：阿部茂）[6]
- 1997年3月『騙された -SYSTEM DOWN-』（作：四夜原茂、演出：阿部茂）[6]
- 1998年10月『カエルノモリ』（作：四夜原茂、演出：阿部茂）[8][9]
- 1999年7月『ひやしんど』（作：四夜原茂、演出：阿部茂）[10]
- 2000年3月『Sleepless Sleeper』（作：音間哲、演出：音間哲）[11]
- 2000年9月『ドンゴラス～ぼくの青空怪獣～』（作：四夜原茂、演出：阿部茂）[12]
- 2001年1月『人あたりのいい部屋』（作：音間哲、演出：音間哲）[13]
- 2001年7月『ボンボドス』（作：四夜原茂、演出：阿部茂）[14]
- 2001年12月『人ごこちのいい車』（作：音間哲、演出：音間哲）[15]
- 2002年6月『チャムチャムドラッグ』（作：四夜原茂、演出：阿部茂）[16]
- 2003年1月『熊茶花薬店』（作：音間哲、演出：阿部茂）[17]
- 2003年5月『正義の存在』（作：四夜原茂、演出：阿部茂）[18]
- 2003年11月『正義は味方』（作：音間哲、演出：阿部茂）[19]
- 2004年4月『人あたりのいい部屋』（作：音間哲、演出：竹内大右）
- 2004年10月『神様でタルタルソース』（作：音間哲、演出：阿部茂）[20]
- 2005年3月『アベレージマン』（作：四夜原茂、演出：阿部茂）[21][22]
- 2005年5月『HEAVEN』（作：大東広志、演出：大東広志）[23]
- 2005年10月『テトラ×テトラ』（作：音間哲、演出：阿部茂）[24]
- 2006年10月『帰れた？』（作：音間哲、演出：阿部茂）[25]
- 2007年4月『黄昏ボンド』（作：四夜原茂、演出：音間哲）[26]
- 2007年8月『麦藁バンド』（作：四夜原茂、演出：阿部茂）[27][28]
- 2008年3月『超巨大英雄博 (HERO HAKU)』（作：音間哲、演出：阿部茂）[29]
- 2008年7月『屋上庭園 -Go To Heaven-』（作：四夜原茂、演出：稲村隆志）[30]
- 2008年12月『３人と、七面鳥』（作：音間哲、演出：阿部茂）[31]
- 2009年3月『廃業（仮）』（作：四夜原茂、演出：阿部茂）[32]
- 2009年4月『テーブル・ママー』（作：音間哲、演出：音間哲）
- 2010年1月『なべちち』（作：音間哲、演出：阿部茂）[33]
- 2010年4月『いたいでんわ』（作：音間哲、演出：音間哲）[34]
- 2010年12月『Sleepless Sleeper』（作：音間哲、演出：音間哲）
- 2011年3月『ウルウル７』（作：四夜原茂、演出：阿部茂）[35][36][37]
- 2012年3月『かなこるむ。』（作：四夜原茂、演出：阿部茂）[38][39][40]
- 2013年4月『黄昏ロンド』（作：四夜原茂、演出：音間哲）
- 2013年6月『ドデカゴン』（作：音間哲、演出：音間哲）
- 2013年11月『トレイントレディ』（作：音間哲、演出：音間哲）
- 2014年3月『萱場ロケッツ！』（作：四夜原茂、演出：阿部茂）[41][42][43]